# 乾晴美
乾 晴美（いぬい はるみ、1934年（昭和9年）10月18日 - 2025年（令和7年）2月26日）は、日本の政治家。科学技術政務次官（第45代）、参議院議員（1期）、AWA女性問題研究所代表などを務めた。遠縁に工学者の佐藤大記がいる。

## 来歴
徳島県石井町出身。1957年（昭和32年）、徳島大学学芸学部を卒業。教員を務め、1982年（昭和57年）、徳島県青少年婦人室長補佐を経て、1989年（平成元年）の第15回参議院議員通常選挙に連合の会から徳島県選挙区から立候補して自由民主党の亀長友義を破り当選。
1993年（平成5年）に誕生した細川内閣では科学技術政務次官を務めた。1995年（平成7年）の第17回参議院議員通常選挙で落選した。1998年の第18回参議院議員通常選挙で民主党から比例区に立候補したが落選した。
1999年（平成11年）に大阪府高槻市の江村利雄市長が妻の介護を理由に市長職を辞任したことについて、「二人の幸せのためにその方がいいと決断されたのであれば素晴らしいことだ。」と語った。
政界引退後も旧国民民主党や立憲民主党の徳島県連顧問、仁木博文の後援会幹部を務めたほか、自身の戦争体験についての講演活動なども行っており、2020年（令和2年）には徳島県退職女性教職員の会と県教職員組合により、乾の戦争体験の証言を収録したDVD「私が軍国少女を生きた時代」が制作された。
2004年11月の秋の叙勲で旭日中綬章を受章する。
2025年（令和7年）2月26日、膵臓がんのため、徳島市内の自宅で死去した。90歳没。死没日付をもって正五位に叙された。